# Миколај Реј
Миколај Реј из Нагловица је пољски писац, поета и политичар, сматра се оцем пољске књижевности и првим пољским писцем ренесансе. Писао је на пољском народном језику, јер је желео да пољаци имају своју културу ослобођену утицаја космополитске цркве  - културу која ће бити оригинална пољска.

## Историја
Подаци о животу Миколаја Реја углавном се црпе из биографије Żywot i sprawy poćciwego ślachcica polskiego Mikołaja Reja z Naglowic... (1568, Живот и прилике честитог племића пољског Миколаја Реја из Нагловица).
Рођен је у селу Журавно код Халича (данашња Украјина) у богатој шљахтинској породици. Пошао је у школу веома касно. Више од књига привлачили су га, лов, риболов, забаве у селу, а кад је одрастао, добро друштво. Када је пошао у школу, био је знатно старији од друге деце. Добио је нерегуларно образовање: по две године учио је у Скалбимјежу и Лавову а 1518. уписан је на Краковску академију, на којој је провео неколико месеци, али без знатног учинка. Миколај Реј се вратио на имање, где се забављао ловећи, хватајући лептире, берући лешнике. Провео је извесно време код куће, а онда га је отац 1525. послао на великашки двор Анджеја Тенчињског. Био је то преломни тренутак у Миколајевом животу, тамо је добио углед, подучавао се књижевности, стилистици и ортографији. Почео је да пише епиграме, веселе пригодне песмице, о забавама и људима који су на њима учествовали. Постао је секретар Тенчињског. Након очеве смрти, око 1530. године, Реј се вратио на имање, а следеће године (1531) се оженио богатом племићком ћерком и женидбом стекао знатно имање. Мада није занемаривао имање, увек је имао времена за друштво и забаву. Ноћу се често повлачио у собу, читао и писао. Волео је путовања и доста је путовао, али никад ван земље. Тако је обогатио своје знање о Пољској и Пољацима. У иностранству никада није био, што је било необично за оно време. Био је веома активан у политичком животу. Одређено време био је посланик у сејму, као и један од поборника реформаторског покрета. Између 1541. и 1548. прешао је у лутеранство, а касније у калвинизам и започео интензивну на ширењу протестантизма. Учествовао је у заседањима сејма, као и протестантским саборима, водио дискусије и полемике. Истовремено се бавио књижевним радом. Уверен у потребу за развијањем националне књижевности и усавршавањем народног језика, и сaм је писао и у својим делима покретао политичка, друштвена, верска и обичајна питања, увек водећи рачуна да ли ће она имати васпитни утицај на човека. Реј је веома брзо постао популаран и читан. Kраљ Зигмунт I Стари као награду за књижевно стваралаштво му је дао на управљање село Темеровка, а пар година касније краљев син Зигмунт II Аугуст дао му на доживотно управљање село Ђевјењћолеће (у Свјентокшиском војводству). Од краља Зигмунта I добио је такође и привилегију да оснује два града, а један од њих је Рејовјец, град у коме је и највероватније умро. Пред крај свог живота поседовао је 17 села.

## Стваралаштво
Миколај Реј је био најплоднији пољскојезични писац пољске ренесансе. Своја дела никада није потписивао својим правим именом. Сва ауторства и псеудоними дешифровани су посредно. Тешко је успоставити хронологију појединих његових текстова, поготово када је реч о краћим песничким формама. У својим делима критиковао је папу и свештенство. Критиковао је не само пољске католике, већ и пољске аријанце, претече модерних унитариста.1543. дебутовао је као писац (под псеудонимом) са својим делом Krótka rozprawa między trzemi osobami, Panem, Wójtem, a Plebanem, którzy i swe i innych ludzi przygody wyczytają, a takież i zbytki i pożytki dzisiejszego świata (1543. Кратка расправа између три лица, Властелина, Кмета и Пароха, који и своје и других људи згоде казују, а исто тако и раскоши и користи данашњег света) где показује оштре конфликте међу сталежима, чије је представнике Реј увео у разговор. Рејево најпознатије религизно дело је Postylla, објављено у Кракову 1557. То је био скуп проповеди од 7000 страница. Дело је постало у тој мери популарно да је у 16. веку постојало 7 едиција на пољском и једна на Литванском. Postylla постала је веома битна за пољску етнографију с обзиром на то да је описао и разоткрио бројне народне традиције, које су по његовом мишљењу биле измишљотине. Често је модификовао библијске и западно-европске приче.

## Дела
- Żywot i sprawy poćciwego ślachcica polskiego Mikołaja Reja z Naglowic... (1568, Живот и прилике честитог племића пољског Миколаја Реја из Нагловица)
- Żywot Józefa z pokolenia żydowskiego, syna Jakubowego, rozdzielony w rozmowach person, który w sobie wiele cnót i obyczajów zamyka (1545 - Живот Јосифа од племена јеврескога, сина Јаковљевог, подељен у разговору лица, који у себи садржи мноштво врлина и моралних начела)
- Kupiec, to jest Kstałt a podobieństwo Sądu Bożego ostatecznego (1549 - Трговац, то јест Слика и прилике последњег Суда Божјег)
- Postylla (Świętych słów a spraw Pańskich… Kronika albo Postylla, polskim językiem a prostym wykładem też dla prostaków krótce uczyniona… 1557. Светих речи и дела Господњих... Хроника или Постила, пољским језиком и једноставним излагањем за неуке начињена...)
- Wizerunk własny żywota człowieka poczciwego, w którym jako we zwierciedle snadnie każdy swe sprawy oglądać może… (1558 - Права слика живота честитог човека у којој као у огледалу свак може лако да види своје прилике...)
- Źwierzyniec, w którym rozmaitych stanów, ludzi, źwirząt i ptaków kstałty, przypadki i obyczaje są właśnie wypisane… (1562 - Зверињак у којем су истинито описани ликови, згоде и навике разних сталежа, људи, животиња и птица...)
- Źwierciadło albo Kstałt, w którym każdy stan snadnie sie może swym sprawom jako we źwierciedle przypatrzyć (1568 - Огледало или Облик у којем сваки сталеж може видети своје обичаје у огледалу)